# 重慶電視台
重慶テレビ（中国語:重庆电视台）は中華人民共和国重慶市にある省級テレビ局。重慶メディアグループの傘下。

## 沿革
- 1981年：開局